# Ernesto Lacombe
Ernesto Lacombe (Jaguarão, 29 de junho de 1879 – Criciúma, 14 de fevereiro de 1951) foi um industrial, jornalista e político brasileiro.
Deixando o Rio Grande do Sul por motivos políticos, foi residir em Tubarão, instalando-se com sua família na Fazenda Revoredo, onde montou uma charqueada. Jornalista, dirigiu em Tubarão o jornal "O Liberal".
Getulista, propagava antes da Revolução de 1930 as ideias da Aliança Liberal. Como chefe do Governo do Sul do Estado destituiu os prefeitos da região que não eram de sua confiança. Nomeou por decreto os prefeitos: Fontoura Borges (Araranguá), Cincinato Naspolini (Criciúma), Lucas Bez Batti (Urussanga), Bernardo Schmitz (Jaguaruna), Silvino Moreira Lima Sobrinho (Tubarão), Galdino Guedes (Orleans), Gil Ungaretti (Laguna) e Pedro Bittencourt (Imaruí).

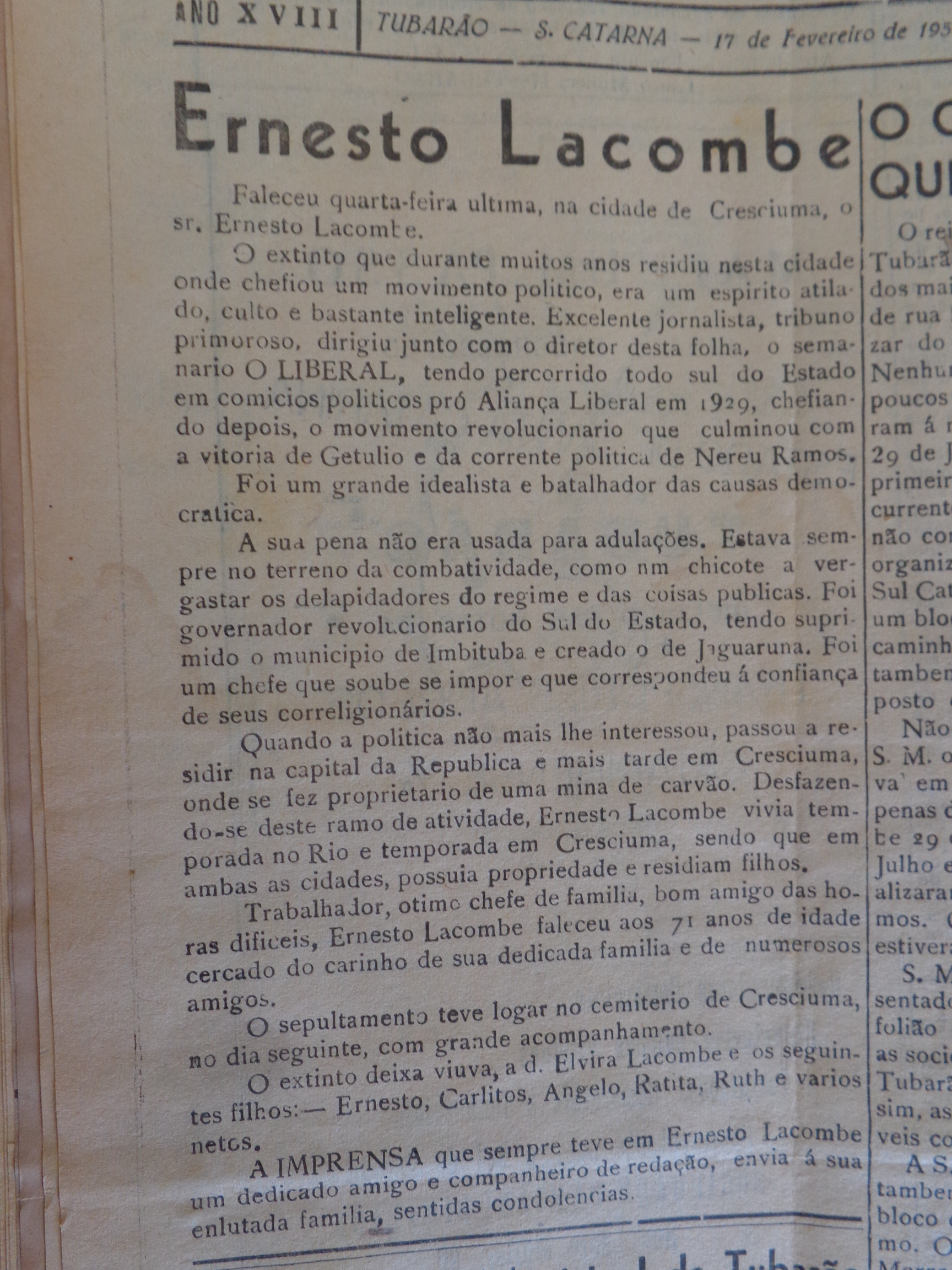
Notícia da morte de Ernesto Lacombe em Criciúma, jornal "A Imprensa" de 17 de fevereiro de 1951 (sábado). Arquivo Público e Histórico Amadio Vettoretti, Tubarão, Santa Catarina.

A partir de 6 de outubro instala-se um Governo Revolucionário em Tubarão, sob a chefia de Ernesto Lacombe, Governador do Sul, emitindo, de imediato, decretos. Em 26 de outubro, o dia seguinte à renúncia de Fúlvio Aducci ao governo de Santa Catarina, Ernesto Lacombe foi um dos revolucionários que falaram à população da sacada do Palácio do Governo em Florianópolis. Os outros que também falaram à população foram o jornalista Osvaldo Melo, o então deputado federal Nereu Ramos, Henrique Rupp Júnior, estruturador da Aliança Liberal em Santa Catarina, o general Ptolomeu de Assis Brasil, e João Neves da Fontoura.
Em 22 de maio de 1931 o general Ptolomeu de Assis Brasil, interventor federal em Santa Catarina, visitou Tubarão, sendo recepcionado por Ernesto Lacombe.
Foi comandante da 5ª Companhia da Força Pública em Tubarão, criada para convocar voluntários, a fim de combater as forças da Revolução Constitucionalista de 1932. Com o fim da revolta, a força foi desmobilizada em seguida.
Foi candidato derrotado a deputado federal em 1933, pelo Partido Social Evolucionista.
Depois de 1930 organizou, em moldes modernos, juntamente com Martinho Ghizzo (pai de Afonso Ghizzo) e outros, uma indústria de banha e seus derivados.
O decreto 5.648/1940, de 17 de maio de 1940, autorizando o cidadão brasileiro Ernesto Lacombe a pesquisar carvão de pedra no município de Urussanga, foi revogado.
Com a forte personalidade de autêntico líder do povo, reuniu à sua volta um numeroso grupo de amigos. A eclosão do movimento de 1930 veio confirmar o quanto de popularidade e prestígio conseguir firmar na região sul de Santa Catarina.

## Invasão de Santa Catharina pelo Sector Leste
Ernesto Lacombe redigiu, logo após a revolução, um manifesto intitulado "Invasão de Santa Catharina pelo Sector Leste". De acordo com Walter Zumblick, este documento é o único existente sobre o assunto abordado, motivo pelo qual é transcrito literalmente a seguir, em sua totalidade, também transcrito por Walter Zumblick em "Este meu Tubarão …!" 1º Volume. Tubarão : Edição do autor, 1974.
Sahimos de Porto Alegre, na quinta feira, 2 de Outubro, ás cinco horas da manhã e chegamos a Torres ás 10 horas da noite. Eramos apenas nove companheiros: Julio Nascimento, Ary Santerre Guimarães, Romario Fernandes, Ernesto Lacombe Filho, o jornalista Antunes Almeida, Trifino Corrêa, tres chauffeurs e eu.

Em Torres, desde a chegada, Trifino Corrêa que trazia a incumbência de chefiar militarmente, a coluna de invasão, se entendeu com o Cel. Kras Borges, Intendente daquele Municipio. Mesmo apesar da hora avançada em que terminaram as confabulações (uma e meia da manhã) o sr. Kras Borges, attendeu as instrucções recebidas, enviando "proprios e chasques" a todos os districtos do seu município. No dia 3, sexta feira, pela manhã, tomei um caminhão e segui com meu filho Ernesto ás immediações de Araranguá, onde cheguei ás 11 horas. Mandei chamar os nossos companheiros Fontoura Borges e Ponpílio Bento prevenindo-os de que, naquelle dia, ás 5 horas da tarde, estariamos invadindo o municipio e pedindo-lhes conseguissem reunir um grupo de amigos para nos auxiliar na occupação da villa. Tudo concertado, regressei a Torres onde cheguei á 1 1/2 da tarde dando conta da missão que me impuzera. O coronel Ksas Borges havia conseguido reunir até 3 horas apenas 18 homens e com esse grupo, oitenta carabinas, uma metralhadora e dez mil tiros sahimos de Torres transpondo o Mampituba em demanda de Araranguá. É preciso fique constatado que em Torres havia em deposito 300 armas e 30 mil tiros. Os fuzis (Manlicher) engraxados e sujos, não funccionavam regularmente. De dez, geralmente seis não disparavam o gatilho. Foi por isso que apenas nos servimos de oitenta armas escolhidas ligeiramente entre o lote existente.
Precisamente ás cinco horas da tarde do dia 3 de Outubro, nos achavamos a 9 kilometros de Araranguá onde Fontoura Borges, Pompílio Bento, Pacífico Nunes, para somente citar o nome dos tres que tanto se distinguiram no decorrer da lucta, e mais vinte e cinco homens, á cavallo, nos esperavam entre acclamações e contentamento.
Ás 6 horas da tarde entravamos na villa sem encontrar a mais minima resistencia. Tomamos o Telegrafo, todas as repartições estaduaes e federaes e com o resto dos companheiros que se incorporaram naquella villa completamos cincoenta homens. Alli consoante a combinação que fizeramos em Porto Alegre com o Coronel João Alberto e Dr. Oswaldo Aranha, assumi eu a chefia civil do movimento do Sul de Santa Catharina, e nomeei o nosso valoroso companheiro Fontoura Borges, para o lugar de Prefeito do Município.
Ás 10 horas da noite, ficando em Araranguá Fontoura Borges com o fim especial de reunir mais gente para vir em nosso auxilio e engrossar nossas fileiras, seguimos com 50 homens para Criciuma, localidade que occupamos ás 3 1/2 horas da manhã do dia 4 de Outubro, sem resistencia. Tudo disposto na parte civel por mim e na militar pelo capitão Trifino Corrêa, seguimos marcha em caminhões ás 6 horas da manhã alcançando ás 10 do mesmo dia a villa de Urussanga, onde entramos aprehendendo algumas armas da policia Catharinense e prendendo o capitão Mello, da Força Publica que ali commandava um destacamento de cinco homens. Devido ás mas condições da Estrada de rodagem resolvemos continuar a marcha pela via ferrea e tomando um trem de lastro em Urussanga,seguimos para Tubarão onde ás 5 horas da tarde chegamos, tomando tudo sem opposição alguma. O capitão Trifino ficou na estação da Estrada de Ferro e eu com mais 8 homens nos dirigimos à Prefeitura onde o Prefeito Dr. Otto Feuerschütte e seus auxiliares nos aguardavam para entregar a cidade. Depois das formalidades usuaes nomeei autoridades, dispuz tudo na parte civil e resolvi suspender a acção de soldado que vinha desempenhando. Explico ligeiramente o motivo: desde o primeiro momento que tive contacto com Trifino Corrêa, verifiquei que o mesmo não tinha competencia militar, não tinha educação necessaria nem era portador de uma conducta irreprehensivel como o seu posto exigia e, dada influencia que eu consegui conquistar no periodo da campanha eleitoral da Alliança Liberal, nos municipios do sul, só a mim queria obedecer as forças que estavam formando e as que se haviam já incorporado desde Araranguá. Não querendo eu estabelecer qualquer conflicto de mando e justamente porque o meu objetivo era muito mais elevado do que o de obter glorias esparsas agradeci aos meus amigos o offerecimento que se me fazia de commandar as colunas em organização e deixei que o capitão Trifino agisse livremente.
Começou em Tubarão a serie de disparates e erros de Trifino Corrêa. Em documento imperioso escripto pelo coronel João Alberto se ordenava a Trifino que as forças invasoras marchassem sempre desde a tomada de Araranguá até ocupar a Garganta de Annitapolis, sem preocupação da retaguarda. Trifino entretento desobedecendo essas ordens julgou mais acertado ficar em Tubarão, e por dois dias estacionou completamente.
Numa exposição que em tempo fiz ao coronel João Alberto e ao General Miguel Costa, frizei a necessidade imperiosa de occupar immediatamente Laguna e Imbituba logo depois de tomarmos Tubarão. Trifino se oppoz a isso dizendo que só tinha instrucções para tomar a Garganta de Annitapolis.
Na tarde de 4 de Outubro logo depois da nossa chegada correu a notícia de que um destroyer se aproximava de Imbituba com o fim de desembarcar 300 homens. Trifino, incontinente, sem ouvir ninguem mandou que nossa gente já diminuida para 30 homens, embarcasse no trem e fosse pernoitar a 4 kilometros fora da cidade, dentro de vagões, abandonando a posição tomada que era optima para ficar durante a noite completamente exposta a qualquer inimigo.
Apenas entramos em Tubarão com 29 mhomens porque Trifino Corrêa, quando embarcamos em Urussanga onde eramos cincoenta, mandou voltarquatro caminhões com vinte e um homens, com o fim, segundo dizia, de fazer requisições nas colonias!
No dia seguinte, isto é, ás 6 horas da manhã do dia 5 voltamos com o trem para a cidade de Tubarão onde Trifino recebendo a notícia que se propalava na noite anterior do possivel desembarque de gente do destroyer em Imbituba telegraphou ao coronel Fontoura Borges pedindo-lhe a sua vinda immediata com mais gente. Este não se fez esperar e juntamente com o valoroso companheiro Israel Fernandes chegou á Tubarão á tarde com os seus novos elementos que foram armados com o resto dos fuzis que dispunhamos. Nesta tarde do dia 6 de Outubro contra a vontade de Trifino Corrêa, Pompilio Bento, Fontora Borges e Israel Fernandes resolveram commigo tomar Laguna, o que fizeram a meia noite, em marcha pelo rio Tubarão, em um lanchão de minha propriedade que lhes forneci.
A acção de Fontoura Borges, Pompilio Bento e Israel começa propriamente desde esse momento e o que foi ella melhor poderá dizel-o o brilhante feito de Imbituba, onde dezesseis bravos sob o commando de Israel Fernandes e Pompilio Bento evitaram um desembarque de 500 homens que vinham no vapor Itaquera comboiados pelo destroyer Maranhão. Esses valentes patriotas resistiram ao bombardeio do navio de guerra citado e com um destemor digno de menção honrosa deram exemplo frizante do grande amor á causa que defendiam. No dia 7 Trifino mandou o resto da gente, isto é, 50 mhomens em direcção a Annitapolis, seguindo elle no dia 8 daqui pela manhã, depois da chegada do Tenente Tacito, como commandante de vinte homens, do 2º corpo da Brigada Militar. Ás duas horas da tarde desse dia veio noticia de Imbituba communicada pelo coronel Fontoura Borges que o destroyer Maranhão estava novamente atirando sobre a villa e pedia reforços. O tenente Tacito com o seu pelotão e uma metralhadora pezada bem como farta munição, attendeu immediatamente o chamado, seguindo num trem expresso.
Acompanhei pessoalmente esta diligencia. Quando chegamo a Laguna e soubemos que o destroyer se havia retirado das immediações, regressamos aqui. No dia 9, Trifino Corrês que amanhecera Capitão, anoitecera Coronel e acordara General regressou a Tubarão dizendo que estando a garganta de Annitapolis tomada, deixára a sua tropa em Braço do Norte, isto é, a 60 kilometros do lugar onde lhe disseram que havia inimigo, estabelecendo nesta cidade o seu quartel general, até o dia 16, sem mais ter contacto com sua gente.
No dia 10 chegaram as forças do coronel Mirandolino do 2º corpo e no dia 15 as do coronel Barcellos do 4º batalhão. Estas forças permaneceram aqui alguns dias tendo uma parte, as do 2º corpo commandadas pelo major Camillo Diogo Duarte, seguido para a Serra de Annitapolis e uma outra força sob o commando do capitão Rodrigues da Silva para Imbituba e Laguna onde foram reforçar os destacamentos de civis.
No dia 14 foi recebida aqui a noticia de brilhante victoria das forças de Major Camillo Diogo que tomando a Garganta de Annitapolis conseguiu para as armas revolucionarias a primeira victoria de encontro sangrento nos avanços no sul de Santa Catharina.
No dia 16, ás duas horas da madrugada chegou com o seu Estado Maior á Tubarão o General Ptolomeu de Assis Brasil. No mesmo momento da sua chegada, sem descanço nem vacilações o illustrado official dispunha tudo de tal forma e com tal precisão que ninguem mais ficou inactivo. Os batalhões da Brigada com uma disciplina e ordem dignos de encomios e as forças civil que vinham chegando da Legião Oswaldo Aranha, Francisco Lummertz, Luis Gomes, et. como que tocadas por uma corrente elétrica marcharam para a frente umas pela entrada de Annitapolis, outras pelo littoral, outras pelo centro e todos com o objectivo unico, collimado em seu tempo: Palhoça e Estreito.
Finda aqui a minha actuação de soldado voluntario.
CONCLUSÕES:
Por acclamação de todos os municipios do Sul de Santa Catarina, em documentos que guardo como reliquia historica e dos quaes dei ciencia telegraphica ao sr. doutor Oswaldo Aranha, fui levado ao posto de Governador do Sul de Santa Catarina. Em tal caracter investi funccionarios administrativos em todos os municipios sob a minha assistencia governamental, nomeei autoridades e restabeleci a vida commercial tanto quanto possível em tal emergencia.
Mantive-me nesse posto até que alguma autoridadelegal para todo o Estado fosse escolhida por quem o podia fazer.
Se me portei bem no lugar confiado que digam os habitantes de Imaruhy, Laguna, Tubarão, Orleans, Jaguaruna, Urussanga, Crisciuma e Araranguá aos quaes dou a palavra.
Convidado pelo meu velho amigo General Ptolomeu de Assis Brasil, segui com seu Estado Maior para o Estreito onde permaneci em sua companhia assistindo o terrivel e apavorante bombardeio dos Destroyers. Tive então opportunidade de constatar, que, além das altas qualidades de caracter que completam a sua moral inconfundivel, o illustre militar é portador de uma calma admiravel, e de uma coragem invulgar, alem da precisão com que determina, em meio das refregas, suas ordens de commando.
Na madrugada do dia 25 de Outubro, fomos, com o meu amigo Dr. Nereu Ramos, os primeiros a penetrar em Florianópolis afim de nos entendermos com as autoridades que ainda permaneciam ali para a entrada triunphal de nossas forças.
Sobre a apotheose que foi a chegada do General Assis Brasil já se manifestou toda a imprensa com absoluta verdade, mas, não é demais resaltar aqui as ovações frementes da população victoriando insistentemente o General Assis Brasil.
E, ao mesmo tempo que as familias applaudiam e se expandiam em alacres minifestações de contentamento, o povo se manifestava por outra forma, arrancando as placas de ruas com o nome dos algozes de suas liberdades e das riquezas de seu Estado. Foi uma scena verdadeiramente tocante, a entrada em Florianopolis.
Passaram por Tubarão cerca de tres mil homens. Nesta localidade onde móro e tenho bastas relações procurei soccorrer os meus patricios e todos os revolucionarios que vieram, de modo a que nada lhes faltasse.
Podem attestar o esforço empregado e a solicitude dos meus amigos daqui, as forças regulares do Coronel Mirandolino, Coronel Barcellos, Coronel Massot, General Assis Brasil, Corpo Medico e as colunas de civis de Francisco Lummertz, Fontoura Borges, Israel Fernandez, Luiz Gomes, a Legião Oswaldo Aranha e a Legião Alberto Bins.
Com especial menção cumpre destacar aqui os serviços prestados pela Estrada de Ferro D. Thereza Christina, sob a direcção do dr. Annibal Costa e Chefe do Trafego, Sr. Miguel de Souza Reis. Nenhum empregado, quer das officinas quer da Estrada teve qualquer momento de desagrado em se pôrem aos serviços da revolução. Os machinistas, sem se revezarem, os foguistas sempre á postos, os autros empregados emfim, mostraram tanto interesse em attender seus deveres que, dir-se-ia nenhuma perturbação existia na região. Salienta-se de todos entretanto a dedicação do digno funccionario chefe do Trafego Sr. Miguel de Souza Reis. Desde o primeiro momento na nossa invasão, o distincto patricio não teve um minuto de descanço e, disponto tudo com uma presteza admiravel, principalmente para quem como nós conhece as deficiencias de materiaes e transportes da Thereza Christina, não teve jamais uma solicitação que não fosse promptamente attendida. Se me fosse dado premiar tão merecedor funccionario, decerto, para elle, solicitaria com justiça, uma promoção e estou seguro, encontraria por parte de todos os commandantes de forças que por aqui passaram um apoio incondicional á minha lembrança. Eu porêm que não resgateio encomios ao Sr. Miguel de Souza Reis e para elle peço um galardão merecido, não esqueceria sem injustiça um pedido de melhoria de vencimentos aos incançaveis operarios da Estrada de Ferro, desde o simples guarda chaves aos agentes de Estações, pagos com uma sovinice que toca ás raias da miséria. De todos os funcionarios investidos de mando por mim, na qualidade de Governador do Sul, os que mais se distinguiram, foram, sem dúvida, os Srs. Santo Vaccari, de Araranguá e dr. Silvino Moreira Lima Sob., em Tubarão. O primeiro como substituto do distincto companheiro Fontoura Borges que sahiu logo á campo, organisou em Araranguá um armazem de fornecimentos, em cujo posto de gerente se houve com louvores de todos, attendendo os soldados revolucionarios, as familias dos voluntarios, o povo necessitado e á população em geral. O segundo, dr. Silvino Moreira Lima, dedicando-se, incançavelmente a todos os reclamos das forças, da gente pobre e das familias que procuravam recursos, merece especiais elogios.
Não é possivel omittir nesta resenha singela, mas verdadeira, os nomes dos meus amigos Ary Santerre Guimarães e Alvim Nunes Teixeira. Aquelle, incorporado desde Porto Alegra demonstrou logo um espirito de organizador emerito. Tomando a si a tarefa de commandar o corpo de transportes, se houve nesse mister com tal habilidade, que, si não fora elle, de certo, não estariamos no lugar aprazado em dia e hora como o fizemos. A despeito das absurdas ordens dadas pelo Commandante Trifino, novo posto que elle se instituiu, o capitão Ary, como ficou conhecido, agio sempre com muito acerto e sobretudo com uma precisão que merece registro especial, que aqui consigno, com muito prazer. O segundo, o meu amigo Alvim Nunes Teixeira, no dia de nossa posse de Tubarão assumiu o cargo de chefe do Trafego da Estrada de Ferro, lugar que, dois dias depois deixou, para entregal-o novamente ao Sr. Souza Reis, chamado á continuar no posto que elevadamente vinha exercendo. Nesse lugar, como no de intermediario entre os auxiliares da Estrada junto a mim e junto ao commandante das forças aqui aquarteladas o Sr. Alvim Nunes foi incançavel pelo que não lhe resgateio elogios e agradecimentos.
Devo mencionar com tristeza a grave falta commetida pela commandancia de Trifino Corrêa no tocante a requisiçõe de guerra. Em todas partes por que passou seu encarregado do serviço de requisições a quexa é geral. Não respeitavam nada. Avançavam em quanta cousa á vista. Tenho em deposito, na municipalidade de Tubarão, caixas de pós de arroz, sabonetes, pentes de senhoras, luvas de pelica, machinas de costura, cortes de casemiras, grosas de botões, lotes de fivelas, grosas de carreteis de linha, e infinidade de bugigangas que seus soldados condusiam de regresso aos seus lares, que attestam a preocupação do arrecadador em traser para sua tropa tudo o que encontrasse pela frente. Das outras forças, não ha queixas.
Tubarão, Novembro de 1930.

(a) Ernesto Lacombe

## Depoimentos
- De Pedro Philippi (Nova Veneza, 24 de junho de 1888 — Braço do Norte, 27 de abril de 1981), de Braço do Norte, referindo-se ao Combate da Garganta: "Eu participei. Estava com a revolução. Meu pai era o chefe dos liberais daqui, e logo ficamos getulistas. Fomos esperar a revolução lá em Torres. Viemos pela praia. Três dias antes meu pai recebeu um telegrama cifrado: "Preço do arroz". Era a senha. Em 3 dias chegamos a Tubarão. Em Araranguá tomamos o trem. Logo cortamos os fios do telégrafo. Eu era do destacamento da frente, com os paisanos. Em Criciúma tomamos a prefeitura, sem encontrar resistência. No mesmo dia tomamos a prefeitura de Tubarão, já de tarde.Quem assumiu foi o dr. Silvino. Aos paisanos não deram farda. Só lenço vermelho e quepe. No dia seguinte, com o Lacombe, fomos para Orleans, pela Theresa Christina. Quem assumiu a prefeitura foi o Pizzolatti, pois tínhamos deposto o Galdino Guedes. Era o dia 6 de outubro. Daí tomamos a condução. Já havia um ônibus, carros, baratas. A ordem era esta: Na frente os paisanos, depois os reservistas, e só por último o exército. Pararam uns cinco dias em Braço do Norte, onde consumiram uns 40 bois, comprados ou ganhos dos liberais. Tomaram o Gravatal e o Armazém. Muitos se aproveitaram. Um tal de Antônio Miranda constituiu um piquete a cavalo, e já ia rapinando o que podia em nome do exército revolucionário. Mas o exército era muito ordenado e respeitoso. Até os generais foram convidados para o casamento de um cunhado meu, o falecido Gregório. Dançaram naquele casamento, fardados de gala. Um respeito, uma beleza".[11]